# Sady Żoliborskie
Sady Żoliborskie – osiedle i obszar Miejskiego Systemu Informacji w dzielnicy Żoliborz w Warszawie.

## Położenie
Według Miejskiego Systemu Informacji rejon Sady Żoliborskie położony jest pomiędzy:
- al. Armii Krajowej od zachodu,
- bocznicą kolejową od południa i linią Warszawa Zachodnia - Warszawa Gdańska od południa,
- al. Jana Pawła II i ul. ks. Popiełuszki od wschodu,
- ul. Słowackiego od północy.

W rejonie Sadów Żoliborskich znajduje się również duża część dawnych Powązek, m.in. cmentarz Wojskowy na Powązkach i miejsce po dawnych ogrodach księżnej Izabeli Czartoryskiej, jak również teren tzw. przemysłowej dzielnicy Żoliborza. Tutaj też znalazły się grunty dawnych wsi Słodowiec, Buraków i częściowo Marymont. Okolica po przejęciach deweloperów zmienia w części charakter z przemysłowego na mieszkaniowy. W ramach obszaru powstały nowe osiedla mieszkaniowe, m.in. Żoliborz Artystyczny.
Wschodnia część obszaru włączanego w MSI do obszaru Sady Żoliborskie tradycyjnie określana jest jako Serek Żoliborski.

## Historia
Pod koniec lat 50. XX wieku na terenach Sadów Żoliborskich planowano duże osiedle „Żoliborz Zachodni“, według projektu Jacka Nowickiego i Haliny Skibniewskiej. Projekt po pewnym czasie uległ zmianom: Żoliborz Zachodni podzielono na dwa odrębne osiedla mieszkaniowe: Sady Żoliborskie z pięcioma dużymi koloniami oraz Zatrasie z ośmioma małymi o modernistycznej architekturze skandynawskiej. W 1. etapie powstały kolejno osiedla Sady I, II i część Zatrasia. W 2. połowie lat 60. zostały wprowadzone akcje oszczędnościowe w projektach kolejnych kolonii. Na Zatrasiu podwyższono budynki o jedną kondygnację i wprowadzono stropy wielkopłytowe. 
Projektując osiedle Sady Żoliborskie Halina Skibniewska postanowiła zachować jak największą liczbę licznie rosnących tam drzew owocowych. Zaplanowała bardzo kameralną zabudowę z dwoma rodzajami bloków mieszkalnych i systemem wnętrz do swobodnej aranżacji (było to możliwe dzięki konstrukcji szkieletowej pozbawionej ścian nośnych w lokalach). Żaden z bloków nie był zasłaniany przez sąsiednie; pogrupowano je w trzy „jednostki sąsiedzkie“ po 7–8 bloków, które otaczały zadrzewione dziedzińce. Budowa 24 budynków rozpoczęła się w 1959 i zakończyła w 1964. W 1961 pierwszy wzniesiony budynek przy ul. Krasińskiego otrzymał tytuł „Mistera Warszawy“. Budynki osiedla są niskie i zatopione w zieleni, tylko jeden blok mieszkalny pod numerem 3 jest wieżowcem i ma jedenaście kondygnacji zwieńczonych tarasem, pełniącym rolę ogólnodostępnej świetlicy. Na parterze budynku są całkowicie przeszklone mieszkania dwupoziomowe z ogródkami, przeznaczone na pracownie dla artystów plastyków.
Bliżej końca rządów Władysława Gomułki, na obu osiedlach, a szczególnie na Sadach, wprowadzono budynki katalogowe, tzw. unifikację warszawską. Takimi koloniami były Sady III, IV i V, a także częściowo zachodnia część Zatrasia. Na planowanym osiedlu Zatrasie II, którego ostateczną nazwą została Rudawka, zbudowano monotonne jednakowe budynki katalogowe ustawione szeregowo wraz z kilkoma punktowcami, które swoim charakterem odchodzą bardzo od specyfiki WSM-owskiego Żoliborza z tradycjami projektowymi.
Kolonie na Sadach, Zatrasie i Rudawka należą do jednego rejonu MSI o nazwie Sady Żoliborskie.
W 1992 w miejscu dawnych ogródków działkowych, w rejonie ulic: Braci Załuskich, Sady Żoliborskie i Tołwińskiego, urządzono park Sady Żoliborskie.

## Ważniejsze obiekty
- Cmentarz Wojskowy na Powązkach
- Centrala Zakładu Ubezpieczeń Społecznych
- Instytut Chemii Przemysłowej
- Instytut Mechaniki Precyzyjnej
- Wojskowy Instytut Medycyny Lotniczej
- Wojskowy Instytut Higieny i Epidemiologii
- Hala Marymoncka
- Stacja metra Marymont

## Galeria

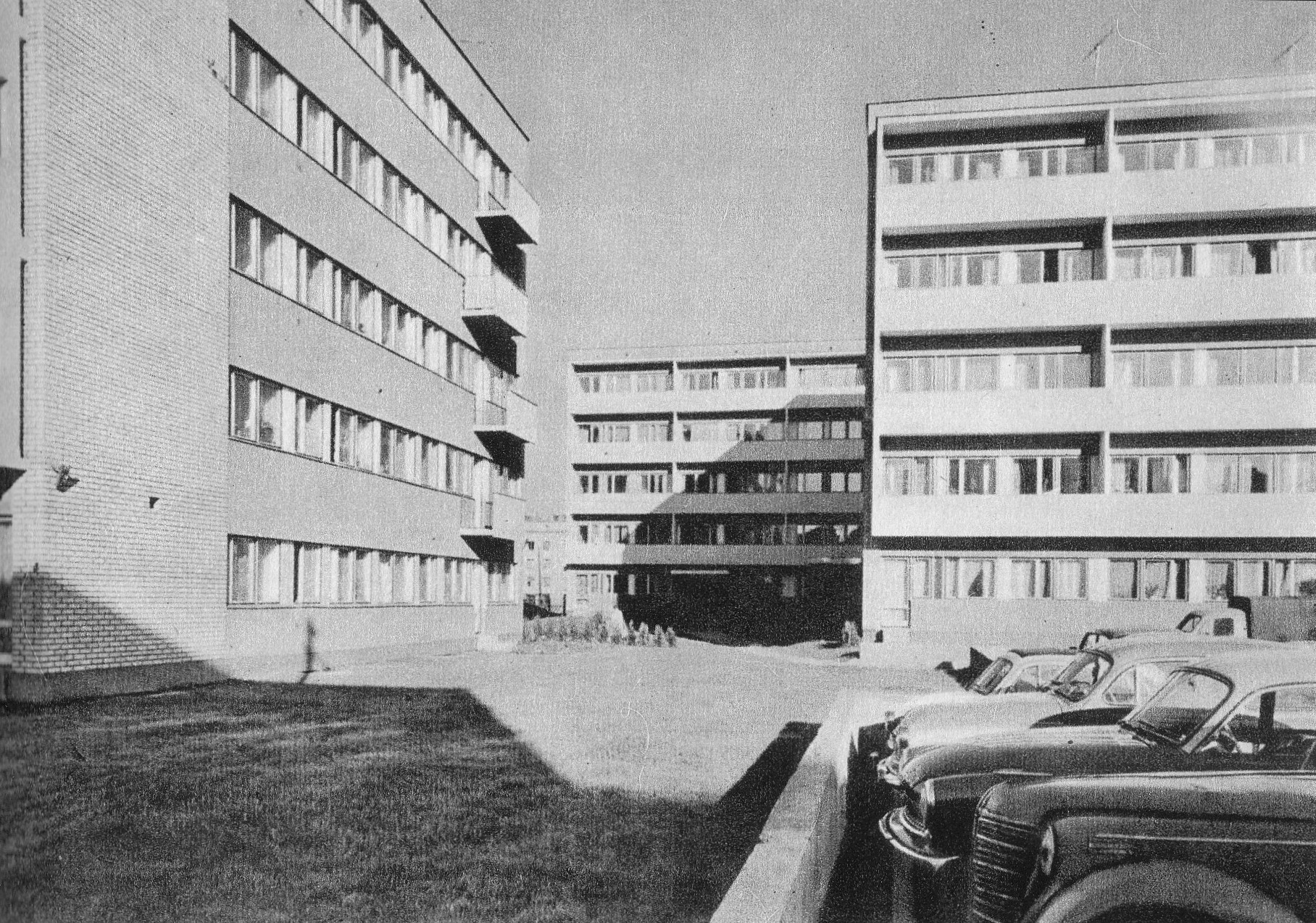
Osiedle ok. 1970
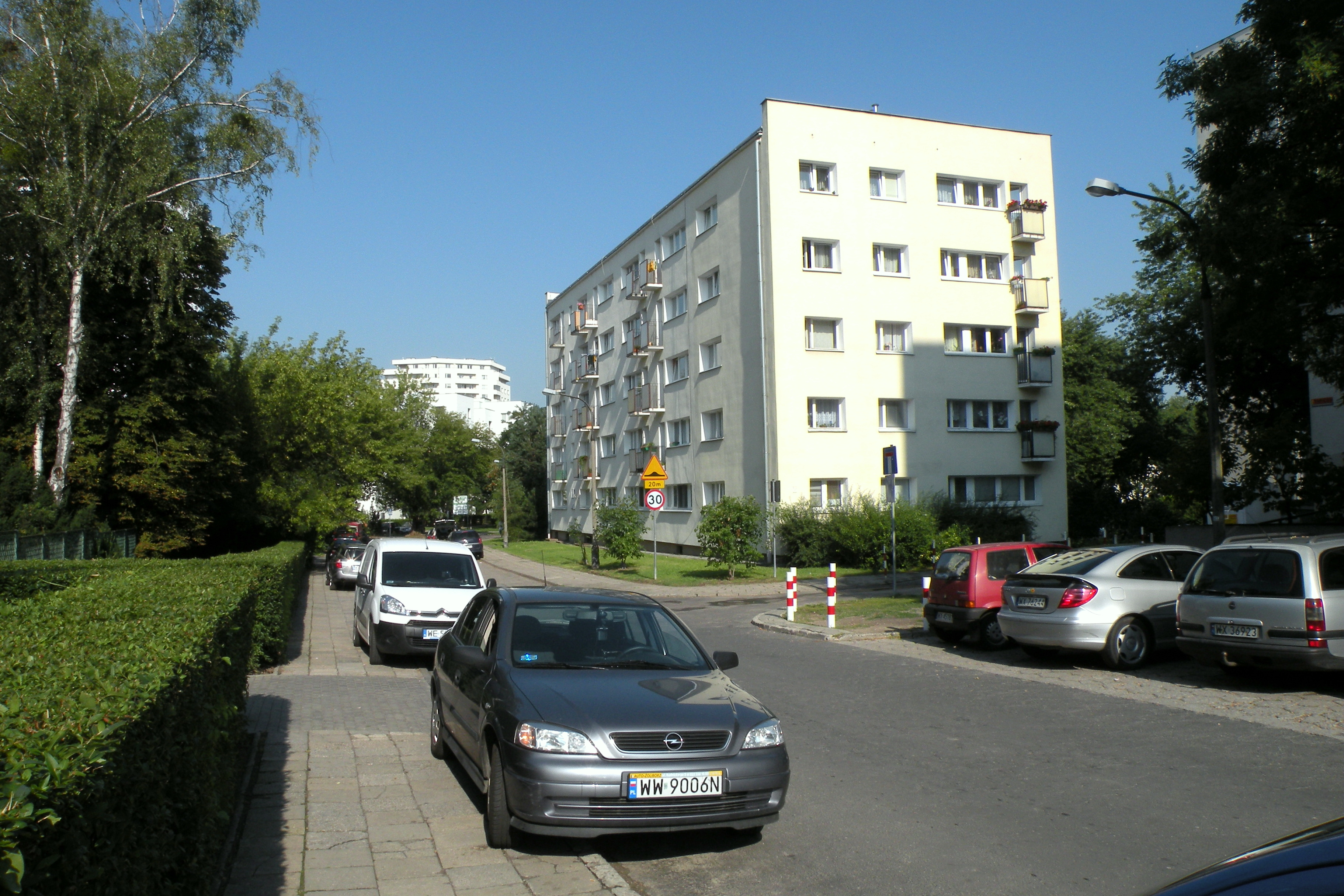
Sady Żoliborskie w 2014